# Фундаментални изследвания
Фундаментални изследвания, също чисти изследвания или основни изследвания, са изследвания, провеждани с цел усъвършенстване на научните теории и модели и увеличаване на разбирането на фундаменталните принципи на явленията в природата.
Наименованието им се дължи на това, че те не са предназначени за извличане на незабавни комерсиални ползи. Тези изследвания могат да бъдат мислени, като произтичащи от чистото научно любопитство. В дългосрочен план това често се превръща в основа за създаването на много комерсиални продукти и служи за основа на приложните изследвания. Фундаменталните изследвания се провеждат основно в университетите и академиите и свързани с тях лаборатории.
|  | Тази страница частично или изцяло представлява превод на страницата Pure research в Уикипедия на английски. Оригиналният текст, както и този превод, са защитени от Лиценза „Криейтив Комънс – Признание – Споделяне на споделеното“, а за съдържание, създадено преди юни 2009 година – от Лиценза за свободна документация на ГНУ. Прегледайте историята на редакциите на оригиналната страница, както и на преводната страница, за да видите списъка на съавторите. ВАЖНО: Този шаблон се отнася единствено до авторските права върху съдържанието на статията. Добавянето му не отменя изискването да се посочват конкретни източници на твърденията, които да бъдат благонадеждни. |